# Implante de mama

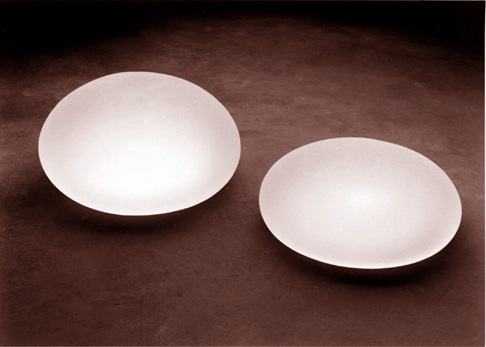
Implante de mama preenchido com solução salina.

Implante de mama é uma prótese usada para alterar o tamanho, forma e contorno das mamas humanas. Na cirurgia plástica reconstrutiva, os implantes de mama podem ser colocados para restaurar a aparência natural da mama em pacientes de pós-mastectomia e de reconstrução da mama ou para corrigir defeitos congênitos e deformidades da parede torácica. Eles também são usados cosmeticamente para melhorar ou aumentar a aparência da mama através da cirurgia de mamoplastia de aumento.